# Krutgömming
Krutgömming (Melanomma pulvis-pyrius) är en lavart som först beskrevs av Christiaan Hendrik Persoon, och fick sitt nu gällande namn av Karl Wilhelm Gottlieb Leopold Fuckel 1870. Enligt Catalogue of Life ingår Krutgömming i släktet Melanomma,  och familjen Melanommataceae, men enligt Dyntaxa är tillhörigheten istället släktet Melanomma,  och familjen Melanommataceae. Arten är reproducerande i Sverige. Inga underarter finns listade i Catalogue of Life.